# Tero Seppälä
Tero Seppälä, né le 25 janvier 1996 à Järvenpää, est un biathlète finlandais. Il est le fils de Timo Seppälä, également biathlète, qui est son entraineur.

## Carrière
Il est entraîné par son père Timo au club Haapajarven Kiilat. Tero Seppälä est un des rares biathlètes à épauler à gauche .
Tero Seppälä court en Coupe IBU depuis 2015, disputant deux courses de la saison 2015/16. Il avait déjà participé aux Championnats du monde jeunesse la saison précédente et avait terminé quatrième du relais. Dans la course de sprint, il a réalisé son meilleur résultat individuel avec une 18e place. Aux Championnats du monde juniors 2016, il a réalisé son meilleur classement individuel avec une 34e place. Avec le relais finlandais, Seppälä a fini 8e.
Lors de la saison 2016/17, il a de nouveau participé aux courses de la Coupe IBU, mais n'a marqué des points qu'une seule fois. Dans la seconde moitié de la saison, il a couru 4 fois en Coupe du monde et a participé aux Championnats du monde élite et juniors. Aux Championnats du monde juniors, il a été classé 8e en simple et 5e en relais.
Lors de la saison 2017/18 , il a marqué ses premiers points en Coupe du monde avec une 24e place. Pendant le reste de la saison, Seppälä a été trois fois parmi les 40 meilleurs athlètes. Il a terminé la saison à la 61e place du classement général.
Aux Jeux olympiques d'hiver de Pyeongchang en 2018, il a obtenu ses meilleurs résultats jusqu'à présent dans une course de Coupe du monde. Il a terminé 20e au sprint et 25e à la poursuite. Après avoir terminé 76e en simple, il a été le dernier athlète à se qualifier pour sa première mass start ; Il s'est classé à la 21e place. Il a participé à la course de relais mixte avec Laura Toivanen, Kaisa Mäkäräinen et Olli Hiidensalo où ils ont terminé 6e. C'est le meilleur résultat d'un relais mixte finlandais depuis la 6e place du Championnat du monde 2009 à Pyeongchang.
Lors de la première course de la Coupe du monde 2018/19, ses résultats se sont améliorés avec la 5e place du relais mixte à Pokljuka. C'est le meilleur résultat d'un relais mixte finlandais depuis le lancement de la compétition. Il a été obtenu durant la même saison que les Jeux olympiques de 2018. Seule Laura Toivanen a été remplacée par Mari Eder. Il se classe cependant, toujours entre la 35e et la 50e place sur les courses individuelles, marquant ainsi peu de points pour le classement général de la coupe du monde.
En 2019-2020, il fait son incursion pour la première fois dans le top dix dans la Coupe du monde lors qu'il signe une septième place sur le sprint de Nové Město.
Lors de la saison 2021-2022, Tero Seppälä effectue un excellent début de saison, parvenant à entrer dans le top 20 à plusieurs reprises, puis en obtenant son meilleur résultat en carrière, avec une 5e place sur la poursuite d'Östersund,. Le Finlandais réédite cette performance lors du sprint de Ruhpolding en Allemagne, grâce à un 10/10 au tir. Dans la foulée, il réussit une poursuite très satisfaisante, terminant à la 13e place. Cela lui permet d'arriver en 15e position au classement général de la coupe du monde et se montre ambitieux à l'approche des Jeux olympiques 2022 à Pékin en Chine.
Lors de la saison 2024-2025, Seppälä remporte en compagnie de sa compatriote Suvi Minkkinen le relais mixte simple à Oberhof, une première pour le biathlon finlandais.

## Palmarès

### Jeux olympiques
| Édition / Épreuve | Individuel | Sprint | Poursuite | Mass start | Relais | Relais mixte |
| ----------------- | ---------- | ------ | --------- | ---------- | ------ | ------------ |
| Pyeongchang 2018  | 76e        | 20e    | 25e       | 21e        | —      | 6e           |
| Pékin 2022        | 23e        | 25e    | 21e       | 9e         | 17e    | 11e          |

Légende :
- — : non disputée par Seppälä

### Championnats du monde
| Édition / Épreuve       | Individuel | Sprint | Poursuite | Mass start | Relais | Relais mixte | Relais mixte simple              |
| ----------------------- | ---------- | ------ | --------- | ---------- | ------ | ------------ | -------------------------------- |
| Hochfilzen 2017         | 79e        | —      | —         | —          | 20e    | —            | Épreuve inexistante à cette date |
| Östersund 2019          | 31e        | 35e    | 28e       | —          | 17e    | 10e          | 12e                              |
| Antholz-Anterselva 2020 | 87e        | 52e    | 47e       | —          | 26e    | 9e           | 23e                              |
| Pokljuka 2021           | 37e        | 28e    | 32e       | —          | 19e    | 13e          | —                                |
| Oberhof 2023            | 18e        | 47e    | 24e       | 10e        | 10e    | —            | —                                |
| Nové Město 2024         | 36e        | 31e    | 49e       | —          | 8e     | —            | —                                |
| Lenzerheide 2025        | 31e        | 22e    | 24e       | 9e         | 10e    | 9e           | 10e                              |

Légende :
- — : non disputée par Seppälä
- : pas d'épreuve

### Coupe du monde
- Meilleur classement général : 27e en 2025.
- Meilleur résultat individuel : 5e
- 2 podiums en relais mixte simple : 1 victoire et 1 troisième place.

 Dernière mise à jour le 23 mars 2025 

#### Classements en Coupe du monde
| Saison    | Individuel | Individuel | Sprint | Sprint   | Poursuite | Poursuite | Mass start | Mass start | Général | Général  |
| Saison    | Points     | Position   | Points | Position | Points    | Position  | Points     | Position   | Points  | Position |
| --------- | ---------- | ---------- | ------ | -------- | --------- | --------- | ---------- | ---------- | ------- | -------- |
| 2016-2017 | -          | nc         | -      | nc       |           |           |            |            | -       | nc       |
| 2017-2018 | -          | nc         | 35     | 52e      | 9         | 67e       | -          | -          | 44      | 61e      |
| 2018-2019 | 13         | 60e        | 11     | 76e      | 19        | 56e       |            |            | 43      | 62e      |
| 2019-2020 | 15         | 48e        | 63     | 35e      | 31        | 40e       | 23         | 37e        | 132     | 37e      |
| 2020-2021 | 26         | 39e        | 84     | 33e      | 59        | 35e       |            |            | 169     | 36e      |
| 2021-2022 | 18         | 35e        | 174    | 17e      | 167       | 8e        | 113        | 8e         | 468     | 12e      |
| 2022-2023 | 6          | 58e        | 82     | 28e      | 107       | 24e       | 34         | 32e        | 229     | 29e      |
| 2023-2024 | 27         | 34e        | 33     | 43e      | 49        | 34e       | 51         | 26e        | 160     | 35e      |
| 2024-2025 | 52         | 23e        | 92     | 25e      | 72        | 27e       | 56         | 29e        | 272     | 27e      |

### Championnats d'Europe
| Édition / Épreuve | Individuel | Sprint | Poursuite |
| ----------------- | ---------- | ------ | --------- |
| Minsk 2019        | 18e        | 56e    | 14e       |